# Ярмоленко Якилина Панасівна
Ярмоленко Якилина Панасівна (1918, Мала Каратуль, нині Бориспільський район, Київська область — точна дата смерті невідома) ― українська народна художниця, представниця «наївного мистецтва».

## Біографія
Якилина (Келя) Ярмоленко ― старша донька художника Панаса Ярмоленка, народилася в селі Мала Каратуль Переяслав-Хмельницького району на Київщині. Спеціальної художньої освіти не отримала, але мала талант до малювання і багато допомагала батькові — домальовувала деталі в його роботах (квіти та інші декоративні елементи), а також розмальовувала рами. Якилина також допомагала батькові продавати картини на базарі.
Під час Другої світової війни Якилина Ярмоленко служила в жіночому гарнізоні. По війні закінчила сільськогосподарський інститут у Києві. Якийсь час жила з матір'ю Уляною в рідному селі, а після заміжжя знову переїхала до столиці. За отриманою професією агронома майже не працювала. Багато малювала, але рідко продавала свої картини, здебільшого допомагаючи батькові з його роботами. Своїх творів Якилина не підписувала. Авторство її картин допомагали встановити родичі Ярмоленків.
Картини Якилини Ярмоленко зберігаються у колекціях Музею Івана Гончара, Фонду Миколи Бабака та інших державних і приватних збірках.